# Fiat G.212
 (janvier 2019).
Si vous disposez d'ouvrages ou d'articles de référence ou si vous connaissez des sites web de qualité traitant du thème abordé ici, merci de compléter l'article en donnant les références utiles à sa vérifiabilité et en les liant à la section « Notes et références ».
L'avion Fiat G.212 est un avion de transport trimoteur à aile basse produit par le constructeur aéronautique italien Fiat Aviazione à la fin des années 1940.
Conçu au début des années 1940 comme version agrandie et plus puissante du Fiat G.12, le développement s’arrêta avec le déclenchement de la Seconde Guerre mondiale pour redémarrer à la fin du conflit. Il est alors utilisé dans le transport civil avec la compagnie nationale Avio Linee Italiane.

## Conception

### Le contexte
Au début des années 1940, la direction de Fiat confia à son ingénieur spécialiste en aviation Giuseppe Gabrielli le développement d'un nouvel avion pouvant transporter jusqu’à 34 passagers par rapport aux 14 du G.12, tout en recherchant des couts faibles de développement. Ainsi, l'ingénieur lance l'étude du Fiat G.212 en 1943, en tenant compte de l'expérience acquise avec le Fiat G.12.

### Le concept
Le premier prototype du Fiat G.212 nommé G.212 CA était motorisé par trois moteurs Alfa Romeo 128 développant 860 cv. 

### Description technique
Comme son prédécesseur G.12, le Fiat G.212 est, à l'origine, un avion de ligne trimoteur à structure métallique capable de voler à haute altitude. Il se distingue de la production étrangère par son fuselage fin et une aile de grande surface, lui assurant une grande stabilité. Le fuselage, de section rectangulaire et arrondie aux angles supérieurs, est construit en duralumin réunis par des lisses sur lesquelles le revêtement aussi en duralumin est fixé. La cabine de pilotage comprend deux sièges côte-à-côte pour les pilotes, avec double commande. La planche de bord recevait des instruments pour le vol sans visibilité, à savoir un goniomètre et un conservateur de cap. Le mécanicien et le radio sont placés derrière les pilotes. La porte d'accès au fuselage est de forme pentagonale. Les flancs du fuselage du G.212 comprennent 8 hublots rectangulaires, la cabine passagers pouvant accueillir 34 personnes.

## Le Fiat G.212 après-guerre
Au printemps 1948, la compagnie Avio Linee Italiane continue ses liaisons Milan-Rome avec les Fiat G.212, après avoir opéré ces liaisons avec les Fiat G.12 CA.
Le 4 mai 1949, un avion transportant l'équipe du Torino Football Club s'écrase contre la basilique de Superga tuant les 31 occupants.

## Utilisateurs

### Civils
Égypte
- SAIDE - Services Aériens Internationaux d'Egypte

 France
- Compagnie Air Transport

 Italie
- Ali Flotte Riunite
- Avio Linee Italiane

 Koweït
- Arabian Desert Airlines

### Militaires
Égypte
- Armée de l'air égyptienne

 Italie
- Aeronautica Militare

### Aéronefs comparables
- Boeing 307
- Savoia-Marchetti SM.81